# KSV Roeselare
El KSV Roeselare era un club de fútbol de la ciudad de Roeselare, en Flandes Occidental. Su matrícula era el n.° 134 y tenía como colores el blanco y negro. Fue fundado en 1999 tras la fusión del KSK y KFC Roeselare y disputó cinco temporadas consecutivas en la Primera División entre 2005 y 2010. El club jugaba en el Schierveldestadion, llamado así por la zona residencial del mismo nombre en el oeste de la ciudad.

## Historia
El primer club de la ciudad fue fundado en 1900 por algunos estudiantes con el nombre de Verenigde Vrienden (Amigos Unidos en neerlandés), pero ese nombre se cambió poco después a Red Star Roeselare. En 1902, el club se unió a la Union Sportive Roulers (en neerlandés SV Roeselare), pero debido a problemas financieros se disolvió en 1909. El año siguiente se fundan dos nuevos clubes, el Sportvereniging Roeselare (los católicos) y el FC Roeselare (los no católicos), pero no perduraron durante mucho tiempo ya que la actividad quedó detenida en 1914 debido a la Primera Guerra Mundial. El SK Roeselare surgió siete años más tarde. Ese mismo año (1921) recibió la licencia n.º134, ya que pasó a ser miembro de la Real Asociación Belga de fútbol. El otro club de la ciudad registrado en 1923 como FC Roeselare recibió la licencia n.º286. Pero esa licencia ya no existe porque el KSK Roeselare y el KFC Roeselare se fusionaron en 1999 para formar el KSV Roeselare, manteniendo el n.º134 de licencia. La primera vez que un equipo de Roeselare logró el ascenso a la primera división fue en 2005 cuando ganó el playoff de ascenso de Segunda División.
En la temporada 2005/06, el club se clasificó para el fútbol europeo en su debut en la élite. Bélgica había terminado entre los 10 primeros de la clasificación del Juego Limpio de la UEFA. En un principio parecía que Roeselare podría jugar directamente en Europa porque Bélgica lideraba esta clasificación, pero a la fecha de cierre de la clasificación, no era Bélgica sino Suecia la primera Federación. Se seleccionaron dos clubes más de los diez países siguientes mediante sorteo. El club fue premiado con un billete europeo.
Roeselare ganó en su debut europeo 1-2 en el campo del Vardar Skopje macedonio, y goleó 5-1 en la vuelta. En la siguiente ronda preliminar de la Copa de la UEFA, Roeselare ganó su partido de ida por 2-1 ante el FC Ethnikos Achnas, pero en la vuelta fueron goleados por 5-0 en Chipre. Esta fuerte derrota se asoció con un soborno. La UEFA incluso decidió iniciar una investigación.
Después de poder mantenerse al más alto nivel durante tres temporadas sin demasiados problemas, la cuarta temporada comenzó muy mal. Los críticos sugirieron que su nuevo director técnico, Wim De Coninck, había atraído a muchos jugadores sobrepagados, que tampoco aportaron valor añadido al equipo. Incluso antes del comienzo de la temporada, De Coninck ya se había ido. Debido a las reformas de la liga, esta temporada fue la última en la que 18 equipos jugaron en Primera. Más de dos equipos descenderían esta temporada, lo que dificultaba la salvación deportiva de Roeselare. En la novena jornada, el entrenador Dirk Geeraerd fue despedido después de sumar sólo 2 puntos de 27 posibles y un viejo conocido fue contratado en Schiervelde, Dennis Van Wijk. Con Van Wijk, el equipo logró su primera victoria de la temporada. Durante las vacaciones de invierno, Van Wijk también estuvo muy activo en el mercado de fichajes. Con Ivan Perisic, Sherjill Mac-Donald y Abdessalam Benjelloun, entre otros, el equipo logró buenos resultados en la segunda vuelta de la liga y en la última jornada consiguieron asegurar la permanencia en la máxima categoría.
La temporada siguiente tampoco fue fácil. La mayoría de los jugadores que habían mantenido a Roeselare en Primera la temporada anterior se marcharon. Con recursos financieros limitados, Van Wijk se puso a trabajar para formar un equipo. La temporada 2009/10 fue una larga batalla contra el descenso entre el KSC Lokeren y Roeselare, en la que Lokeren ganó la permanencia. Unas semanas después del final de liga, Roeselare tuvo que disputar el play-off de permanencia y descendió a la Segunda División. Roeselare volvía a Segunda División tras cinco temporadas en Primera División.
El primer año de vuelta en Segunda División no transcurrió muy bien. Aunque KSV Roeselare hizo un buen comienzo de competición, tras el parón invernal cayeron a la zona de descenso. Por un momento, el descenso amenazó, pero KSV Roeselare mantuvo la categoría y comenzó a reconstruir el equipo. El técnico deportivo Luc Devroe regresó y Serhij Serebrennikov se convirtió en entrenador. Contrariamente a lo esperado, esta combinación se desarrolló sin problemas y se elevó el nivel de juego del equipo.
Después de varias temporadas en Segunda División, los últimos jugadores de la era de Wim De Coninck cobraron íntegramente a través de un plan de cuotas. Esto lanzó un presupuesto para atraer nuevos jugadores. Durante la temporada 2014-2015, el director ejecutivo del equipo, Johan Plancke, participó activamente en un comité para dirigir la reforma del sistema de ligas del fútbol belga con respecto a los equipos profesionales y amateurs. Al final, su propuesta fue aprobada tanto por la Jupiler Pro League como por la Segunda División. KSV Roeselare, a través de Plancke, fue un defensor de las reformas durante este período.
La siguiente temporada fue la última temporada bajo el antiguo sistema. El fútbol profesional se dividió en Primera División (1A) y Segunda División (1B). En conjunto el fútbol profesional sólo contaba con 24 equipos. Para establecerse como uno de los 24 equipos profesionales de Bélgica, debían terminar en Segunda División entre los ocho primeros. Aunque KSV Roeselare terminó noveno, se mantuvo en el fútbol profesional debido a que al campeón White Star Bruxelles no se le otorgó licencia profesional. White Star presentó una apelación ante el Tribunal Belga de Arbitraje Deportivo(BAS) contra esta decisión. Después de una reunión maratoniana de seis horas, en la que también estuvo representada el KSV Roeselare, el BAS decidió confirmar la decisión del comité. White Star no obtuvo una licencia para el fútbol profesional, por lo que KSV Roeselare pudo jugar con los equipos profesionales en la temporada 2016-2017, en la First Division B.
En la primera temporada bajo la nueva estructura, KSV Roeselare se llevó inmediatamente el título del campeonato Apertura en la Segunda División después de un comienzo vacilante, lo que le significó jugar el play-off final contra el ganador del Clausura. Ganar la eliminatoria (entre los campeones del Apertura y Clausura) daba derecho a ascender a la Primera División. Esta final la perdió KSV Roeselare ante el Royal Amberes.
El 10 de septiembre de 2019, KSV Roeselare fue declarada en quiebra por el Tribunal de Comercio de Flandes Occidental, debido a una deuda de aproximadamente 28 000 €. El 19 de septiembre de 2019, un juez revocó la quiebra. Sin embargo, al club no se le asignó una licencia para el fútbol profesional en abril de 2020. El club dudó en impugnar la decisión, pero finalmente decidió hacerlo ante el BAS. Mientras tanto, quedó claro que Royal Excel Mouscron había iniciado conversaciones de fusión con KV Kortrijk. La asociación de fútbol de la provincia de Hainaut inicialmente tampoco se le asignó una licencia profesional. KSV Roeselare también habría estado involucrado en las negociaciones de fusión. En el BAS, KSV Roeselare no pudo revocar la decisión y debería jugar la próxima temporada en la División Nacional 1, la antigua Primera División Aficionada.
En julio de 2020, el propietario chino Dai Xiu Li Hawken entregó la gestión a la dirección local. Diederiek Degryse fue nombrado nuevo director ejecutivo del club.
El 6 de septiembre de 2020, el director ejecutivo Diederiek Degryse y el director deportivo Jolan Fund fueron declarados en bancarrota por la junta de KSV Roeselare porque las inversiones prometidas se retrasaron. Un mes antes, Degryse dijo que tenía un plan realista en mente bajo el nombre 'KSVR 2.0', pero las inversiones no se materializaron y el director deportivo Jolan Fund fue puesto en duda por realizar contratos falsos. La junta directiva del club finalmente trató de encontrar un inversor, pero fracasó por falta de tiempo. KSV Roeselare se declaró en quiebra el 11 de septiembre de 2020. El 17 de septiembre, se nombró a un administrador para manejar la quiebra.

## Palmarés

### Torneos nacionales
- Segunda División de Bélgica (1): Finalistas 2004/2005
- Ronda final de la segunda división belga (1): 2005

## Participación en competiciones de la UEFA
| Temporada | Torneo   | Ronda             | Club           | Casa | Visita | Global |
| --------- | -------- | ----------------- | -------------- | ---- | ------ | ------ |
| 2006/07   | UEFA Cup | 1 °Clasificatoria | FK Vardar      | 5-1  | 2-1    | 7-2    |
| 2006/07   | UEFA Cup | 2 °Clasificatoria | Ethnikos Achna | 2-1  | 0-5    | 2-6    |